# Macrosiphoniella madeirensis
Macrosiphoniella madeirensis är en insektsart som beskrevs av Aguiar och Ilharco 2005. Macrosiphoniella madeirensis ingår i släktet Macrosiphoniella och familjen långrörsbladlöss. Inga underarter finns listade i Catalogue of Life.